# Rhyacopsyche duplicispina
Rhyacopsyche duplicispina är en nattsländeart som beskrevs av Oliver S. Flint Jr. 1996. Rhyacopsyche duplicispina ingår i släktet Rhyacopsyche och familjen smånattsländor. Inga underarter finns listade i Catalogue of Life.